# Scrambled Brains
Scrambled Brains (br.: Muito amor, Muito humor) é um filme de curta-metragem estadunidense de 1951 do gênero "Comédia", dirigido por Jules White. É o 132º de um total de 190 filmes da série com os Três Patetas produzida pela Columbia Pictures entre 1934 e 1959.

## Sinopse
Moe e Larry estão num hospício no qual Shemp foi internado para se tratar de seu problema com  alucinações. Shemp diz que está curado mas seus companheiros percebem que ele continua mal quando chama uma enfermeira desdentada e feiosa (Nora, interpretada por Babe London) de "bela" e a pede em casamento. Moe e Larry resolvem continuar o tratamento de Shemp em casa pois não tem mais dinheiro para mantê-lo internado.
Em casa, o médico míope Dr. Gesundheit (Emil Sitka, chamado de doutor Pardal pela dublagem brasileira) faz uma consulta atrapalhada e receita pílulas calmantes, mas Shemp não as toma. Após novas alucinações (surgem mãos extras quando ele toca piano), perde o controle e os amigos resolvem levá-lo novamente ao hospício. No caminho, ao tentarem usar uma cabine telefônica os três ficam presos nela junto com um homem que carregava um pacote de compras (Vernon Dent). Após a confusão e destruição da cabine, o homem os ameaça "caso os encontre de novo".
Na cena final há a festa de casamento de Shemp com Nora, quando então ela apresenta seu pai que se revela como o homem da cabine telefônica e que fica furioso e inicia uma nova confusão ao reconhecer os Patetas.